# Беладице
Беладице (слч. Beladice) насељено је мјесто са административним статусом сеоске општине (слч. obec) у округу Злате Моравце, у Њитранском крају, Словачка Република.

## Становништво
| Година:    | 1994. | 2004.   | 2014.   | 2024.    |
| ---------- | ----- | ------- | ------- | -------- |
| Број људи: | 1544  | 1519    | 1603    | 1768     |
| Разлика:   |       | -1,61 % | +5,52 % | +10,29 % |

| Година:    | 2023. | 2024.   |
| ---------- | ----- | ------- |
| Број људи: | 1723  | 1768    |
| Разлика:   |       | +2,61 % |

Према подацима о броју становника из 2011. године насеље је имало 1.583 становника.